# Río Minab
El río Minab es un río en Sistán y Baluchistán, Irán.
Este río está formado por dos ríos más pequeños, el Roudan y el Joqeen. Estos dos ríos se encuentran cerca del pueblo de Borjegan, 25 km al sureste de la ciudad de Minab y el río desemboca en el estrecho de Ormuz en Sirik, Irán. Aquí hay un ecosistema floreciente de manglares.

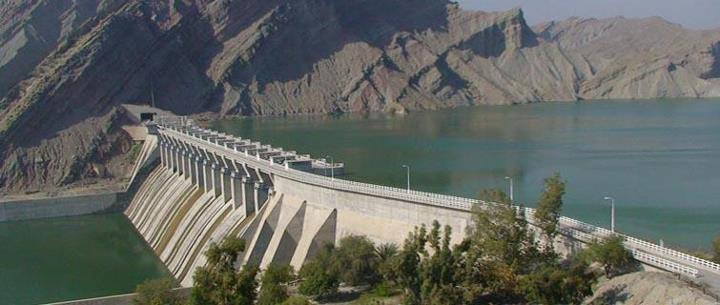
Embalse de Minab.

El río tiene una represa a 2 km de la ciudad de Minab y el valle es conocido por sus ricos productos agrícolas y gambas del estrecho de Ormuz.
En la antigüedad, el Minab fue el sitio de Alejandría Carmania, una colonia griega fundada por Alejandro Magno en enero de 324 a. C. después de que su ejército se reuniera con Nearcos y sus hombres que habían varado sus trirremes cerca de la desembocadura del río Minab, que entonces se llamaba Anamis o Saganos.